# Trung Thành, Nông Cống
Trung Thành là một xã thuộc huyện Nông Cống, tỉnh Thanh Hóa, Việt Nam.
Xã có diện tích 7,53 km², dân số năm 1999 là 4295 người, mật độ dân số đạt 570 người/km².
Xã Trung Thành nằm ở phía Bắc Huyện Nông Cống, cách trung tâm huyện 10 km về phía Bắc, cách thành phố Thanh Hoá 18km về phía Nam có Quốc lộ 45 chạy qua trung tâm xã dài 2,5km. Phía Đông giáp xã Trung Ý (nay là xã Trung Chính), phía Nam giáp xã Tế Thắng, phía Tây giáp huyện Như Xuân, phía Bắc giáp xã Tân Khang, Trung Chính.
Cũng như nhiều vùng đất của huyện Nông Cống, Trung Thành được sự bồi đắp của hệ thống sông Nhơm (hay kênh Nhà Lê). Bởi vậy địa hình tương dốc từ hướng Tây xuống Đông và từ Bắc xuống Nam, nếu xét trên bình diện rộng. Bên cạnh đó vẫn tồn tại các ô trũng do phù sa chưa bồi đắp hoàn chỉnh. Điển hình của dạng địa hình này là các khu đồng trũng, đầm xen kẽ các cánh đồng cao ở các làng. Tuy nhiên, tính chất này hiện nay không còn rõ nét do tác động của con người trong quá trình khai phá, cải tạo đồng ruộng. Ngoài ra địa hình của Trung Thành còn mang những nét đặc thù riêng bởi có dòng sông Nhơm, núi Nưa, như những ranh giới tự nhiên chạy dọc từ Bắc xuống Nam.
Với địa hình “cận lộ, cận giang, cận sơn” như thế nên ngay từ xa xưa đây là vùng đất hiểm trở,có ý nghĩa về mặt kinh tế, đồng thời cũng là một vị trí chiến lược quan trọng về mặt quân sự. Trong giai đoạn đế quốc Mỹ tiến hành cuộc chiến tranh phá hoại ra miền Bắc thì nơi đây chịu sự đánh phá ác liệt của kẻ thù, mà trọng điểm là cầu Quan, cầu Huyện. Do đó đã có nhiều đơn vị chiến đấu của quân dân ta đóng tại đồi Mưng, bến phà, nhằm bảo vệ mục tiêu mà địch đánh phá như: Đơn vị tên lửa E57, đơn vị pháo 57 thuộc D27F361, Sư đoàn 316. Tiểu đoàn 81 - E238 (Đoàn Hạ Long). Ngoài ra Trung Thành còn là nơi sơ tán của nhiều cơ quan đầu não của huyện.
Nguồn tài nguyên chính của xã là đất đai: theo số liệu thống kê năm 2010, Trung Thành có tổng diện tích đất tự nhiên là 748,09ha, trong đó đất nông nghiệp là hơn 370,20ha (đất lúa nước 300,03ha, đất trồng cây hàng năm 18,87ha, đất trồng cây lâu năm 5,96ha, đất rừng sản xuất 37,59ha, đất nuôi trồng thủy sản 7,75ha), đất phi nông nghiệp 183,49ha, đất chưa sủ dụng 194,4ha. Đồng đất của xã thuận tiện cho việc thâm canh cây lúa nước. Từ xưa đến nay, Trung Thành đã góp phần làm nên vùng lúa gạo của Nông Cống nổi tiếng cả tỉnh. Ngoài đất trồng lúa, Trung Thành có một phần đồng cạn, chủ yếu trồng rau màu. Tuy diện tích không nhiều nhưng cũng đảm bảo đủ nhu cầu của người dân trong xã, và một phần cung ứng cho các nơi khác.
Nhìn chung chất đất của Trung Thành thuộc thành phần cơ giới nhẹ, tơi xốp, trung tính. Tuy nhiên, từ khi có hệ thống sông Nhơm hình thành, ngăn không cho nước lụt vào đồng ruộng thì quá trình lắng đọng phù sa cũng không còn. Điều này lý giải vì sao, bên cạnh phần lớn diện tích đất trung tính, thuận tiện cho phát triển nông nghiệp, lại có những vùng đất chua, bạc màu, không mấy thuận tiện cho sản xuất.
Một yếu tố quan trọng khác tác động trực tiếp đến đời sống sinh hoạt, sản xuất của dân cư nơi đây là khí hậu. Cũng như các xã khác của huyện Nông Cống, xã Trung Thành chịu ảnh hưởng của ba hướng gió chính, là gió mùa Đông Bắc, gió Tây Nam và gió Đông Nam. Gió mùa Đông Bắc thổi từ tháng 10 năm trước đến tháng 4 năm sau, mang theo hơi lạnh và mưa phùn; mỗi đợt gió mùa kéo dài từ 3-5 ngày, tốc độ gió dao động từ cấp 3 - cấp 6, đôi khi có cả sương muối. Gió mùa Đông Bắc mang theo không khí lạnh tạo điều kiện thuận lợi để địa phương phát triển cây màu vụ đông, tuy nhiên cũng ảnh hưởng không nhỏ đến năng suất, sản lượng của các loại cây ăn quả. Gió Tây Nam xuất hiện từ đầu mùa hè theo từng đợt 2-5 ngày, có khi kéo dài đến vài tuần lễ; gió Tây Nam khô nóng, thường thổi từ tháng 5 đến tháng 7 hàng năm, đẩy nhiệt độ không khí lên cao ảnh hưởng xấu đến sản xuất nông nghiệp.Cũng do tác động của gió mùa mà dù Trung Thành có một nền nhiệt độ trung bình năm tương đối cao (khoảng từ 8.500-8.600ºC), nhưng lại có sự chênh lệch giữa mùa đông và mùa hạ. Có 4 tháng từ tháng 12 đến tháng 3 nhiệt độ trung bình dưới 20°C, có 5 tháng nhiệt độ trung bình lớn hơn 25ºC (từ tháng 5 đến tháng 9). Tổng số giờ nắng trong năm là 1658 giờ, bức xạ tổng cộng hàng năm là 225-230kcal/cm2.
Lượng mưa trung bình hàng năm tại xã là 1.500-1.900mm, tháng có lượng mưa cao nhất là tháng 9, (400mm), tháng có lượng mưa thấp nhất là tháng 1. Độ ẩm không khí trung bình là 85-86%. Mùa đông vào những ngày tháng 12 hàng năm thường hanh khô, độ ẩm có thể xuống thấp tới 50%. Độ ẩm cao nhất là 90%, vào những ngày mưa phùn (tháng 2 hàng năm) độ ẩm bão hòa sinh ẩm ướt gây khó khăn cho cuộc sống của Nhân dân. Mỗi năm có khoảng 4 tháng có nguy cơ xảy ra hạn hán, đó là từ tháng 1-4, cần phải có kế hoạch đảm bảo nước cho cây trồng, vật nuôi. Trên thực tế thì tính chất thất thường của thời tiết luôn gây khó khăn trong đời sống sản xuất của Nhân dân. Đặc biệt là về mùa nóng, mỗi khi có gió Lào, nhiệt độ thường lên cao và độ ẩm xuống rất thấp, gây nên kiểu thời tiết khô nóng rất khó chịu, bên cạnh đó là những trận bão với sức tàn phá ghê gớm, thường gây nên nạn lũ lụt,vốn là nỗi kinh hoàng của người dân xã Trung Thành.

## Lịch Sử
Làng Mưng (thôn 3) có tên chữ là Côn Sơn thuộc xã Thanh Nê, tổng Cổ Định, huyện Nông Cống, phủ Tĩnh Gia, tỉnh Thanh Hóa. Nay là thôn Côn Sơn, thuộc xã Trung Thành, huyện Nông Cống, tỉnh Thanh Hóa.
Làng nằm ở ngay sườn núi phía Tây núi Nưa, ở trung tâm làng có núi Mưng (Côn Sơn) sừng sững. Hình thế của làng là sự xen lẫn của núi, sông Lãng và Ngàn Nưa tạo nên một cảnh sắc “non nước hữu tình”. Đặc biệt, làng Mưng còn lưu giữ đậm nét các giá trị lịch sử - văn hóa của vùng đất và con người nơi đây qua hàng ngàn năm.
Từ xa xưa, làng Mưng đã nằm trong vùng đất trung tâm (vùng Cầu Quan), nơi đặt lỵ sở của huyện Nông Cống tới tận năm 1982.
Trong suốt chiều dài lịch sử dân tộc, làng Mưng luôn gắn liền với mọi biến cố lịch sử trên vùng đất Nông Cống. Cùng với Ngàn Nưa (Triệu Sơn), nhân dân làng Mưng đã tham gia cuộc khởi nghĩa vào năm 248 do nữ anh hùng Triệu Thị Trinh khởi xướng. Đến thế kỷ VII, khi Lê Ngọc (Thái thú quận Cửu Chân) chống lại nhà Đường, đã được nhân dân Thanh Hóa, trong đó có làng Mưng hết lòng ủng hộ, chứng cứ ghi nhận được thể hiện ở hàng trăm ngôi đền thờ Đức Thánh Lưỡng Ngũ vị (tức 5 cha con Lê Ngọc) suốt từ Đông Sơn, Triệu Sơn đến Nông Cống... Riêng làng Mưng, đền thờ Tam Xung Tá Quốc, người con trai thứ tư của Lê Ngọc có nhiều công tích được coi là đền lớn nhất, liệt vào hàng “Quốc tế” suốt thời phong kiến. Nhân dân nơi đây đã hết sức khâm phục, kính trọng cha con Lê Ngọc với hành động chống lại nhà Đường.
Trải qua các thời kỳ lịch sử từ Lý - Trần - Lê - Nguyễn, làng Mưng đều có sự đóng góp đáng kể cho lịch sử dân tộc. Trong thời kỳ kháng chiến chống Pháp, làng Mưng trở thành điểm sáng trong phong trào Cần Vương chống Pháp của huyện lỵ Nông Cống (nửa sau thế kỷ XIX). Đó là đóng góp của nhân dân làng Mưng trong trận đánh đồn Mưng  của nghĩa quân Cần Vương. Và cùng với nhân dân cả nước làm nên cuộc Cách mạng Tháng Tám năm 1945 giành thắng lợi,  chiến dịch Hồ Chí Minh năm 1975 toàn thắng, thống nhất đất nước.
Xã này nằm bên tuyến kênh Nhà Lê, là tuyến đường thủy đầu tiên trong lịch sử Việt Nam từ kinh đô Hoa Lư đến Đèo Ngang và được xem là tuyến đường Hồ Chí Minh trên sông vì những đóng góp cho các cuộc chiến tranh của người Việt.

## Địa Lý
Trung Thành hiện được chia làm 7 thôn: Thôn Yên Quả 1 ( thôn 1); Thôn Yên Quả 2 ( thôn 2); Thôn Côn Sơn ( Làng Mưng - Thôn 3); Thôn Yên Dân ( thôn 4); Thôn Phú Mỹ ( thôn 5); Thôn Lương Mộng ( thôn 6); Thôn Đông Yên ( Thôn 7)